# Lindsey Shaw
Lindsey Marie Shaw (Lincoln (Nebraska), 10 mei 1989) is een Amerikaanse actrice. Ze is vooral bekend geworden door haar rol als Jennifer 'Moze' Mosely in de Amerikaanse komedie Ned's Survival Gids, uitgezonden door de kinderzender Nickelodeon.

## Persoonlijk
Shaw reisde vele jaren samen met haar moeder naar Omaha in Nebraska, omdat daar haar agent gevestigd was. In 1998 werd ze een cliënt van de I and I Agency van Kansas City (Missouri), waardoor ze twee keer per maand van Lincoln naar Kansas City moest komen om reclamespotjes op te nemen, of voor posters te poseren. In 2002 verhuisden Shaw en haar moeder naar San Mateo in Californië.
Shaw maakte haar middelbare school af op de St. Francis Xavier School in Burbank (Californië). Ze ging naar de Notre Dame High School om aan haar negende jaar te beginnen. Door problemen met de planning moest ze toch naar een andere school toe.
Shaw is betrokken bij een aantal liefdadigheidsinstellingen, zoals de Starlight Starbright Children's Foundation.

## Carrière
| Jaar       | Titel                                                     | Rol                    |
| ---------- | --------------------------------------------------------- | ---------------------- |
| 2004-2007  | Ned's SurvivalGids: Hoe houd ik de middelbare school vol? | Jennifer 'Moze' Mosely |
| 2005       | The Great Lie                                             | Robyn                  |
| 2007-2008  | Aliens in America                                         | Claire Tolchuck        |
| 2008       | Eleventh Hour                                             | Vivian Bingham         |
| 2010- 2017 | Pretty Little Liars                                       | Paige                  |
| 2011       | The Howling: Reborn                                       | Eliana Wynter          |
| 2011       | Teen Spirit                                               | Lisa Summers           |
| 2011       | 16-Love                                                   | Ally Mash              |
| 2012       | Love me                                                   | Sylvia Potter          |
| 2015       | Faking it                                                 | Sasha Harvey           |
| 2016       | Temps                                                     | Stephanie              |

- Bibliothèque nationale de France: cb16606690x (data)
- Gemeinsame Normdatei: 1069511137
- International Standard Name Identifier: 0000 0000 4720 4060
- Library of Congress Control Number: no2008133935
- Trove: 1472699
- Virtual International Authority File: 63829621
- WorldCat: E39PBJcGqqbkYk3C8XWQfj7yh3